# Абердин (Мериленд)
Абердин (енгл. Aberdeen) град је у америчкој савезној држави Мериленд.

## Демографија
По попису из 2010. године број становника је 14.959, што је 1.117 (8,1%) становника више него 2000. године.
| Група             | 2000.         | 2010.         |
| Белци             | 8.790 (63,5%) | 8.434 (56,4%) |
| Афроамериканци    | 3.790 (27,4%) | 4.564 (30,5%) |
| Азијати           | 343 (2,5%)    | 437 (2,9%)    |
| Хиспаноамериканци | 477 (3,4%)    | 815 (5,4%)    |
| Укупно            | 13.842        | 14.959        |